# 藤田田
藤田田（日语：／ Fujita Den；1926年3月3日—2004年4月21日）是日本企業家，亦為日本麥當勞創辦人。

## 背景
藤田出生於日本大阪，母親為基督徒，父親則在外商公司工作。藤田雖然是純日本人，但也因為這樣特殊的成長背景而造就他的與眾不同。由於他精通英語，高中時便曾擔任翻譯。在第二次世界大戰結束後，他的生活也因父親的離世及住家被毀而發生了重大變化。他就讀東京大學法律系，於1951年畢業後，決定從事他在大學期間開始經營的進口業務。

## 日本麥當勞
1967年，藤田第一次品嚐麥當勞後，對其效率與人氣感到驚訝。在販售進口包包與鞋子之後，他於1971年把握機會，在日本開設麥當勞加盟店。他推廣麥當勞時曾說過一句話來吸引日本消費者：「日本人矮小且皮膚泛黃，是因為兩千年來只吃魚和米飯……如果我們吃麥當勞的漢堡與薯條一千年，我們會變得更高，皮膚變白，頭髮變金。」  
他在東京高級商業區銀座的三越百貨開設了第一家麥當勞。然而，雖然麥當勞日本在1971年開業，但直到1973年才開始投放電視與廣播廣告。如今，日本麥當勞已有約3,800家分店，年營收約為40億美元，占漢堡市場約60%的份額。成功的關鍵之一，是推出了符合日本人口味的產品，例如照燒麥克漢堡（テリヤキマックバーガー）與和風炸雞堡（チキンタツタ）。
藤田在將麥當勞成功推廣至全日本後，其淨資產達約10億美元，並於2003年3月5日退休。然而，他的野心並未因此退卻，他曾預言日本在2010年將擁有1萬家麥當勞。2003年12月，麥當勞支付約5,700萬美元以終止與藤田顧問公司（Fujita & Co.）的合約，並額外支付2,400萬美元作為退休金。藤田家族原持有日本麥當勞25%的股份，於2005年出售予Longreach私募基金，當時市值為6.74億美元。

## 其他角色
藤田曾擔任軟銀（SoftBank）董事，該公司創辦人孫正義自幼便視藤田為偶像。他亦曾出任日本玩具反斗城（Toys "R" Us Japan）副董事長。藤田撰寫了八本有關商業策略的書籍。
他的第一本書《猶太式經商法》闡述猶太人如何掌控商業世界，並鼓勵讀者學習猶太人的經商方式來致富。此書亦帶有部分自傳性質，藤田在書中將反猶太主義與自己因說關西腔而遭受的歧視做了比較。他還認為，猶太人約在一千年前就已定居大阪，因此大阪人經商手段較精明。
這本書於藤田在銀座開設第一家麥當勞的隔年出版，隨即大受歡迎，銷量突破一百萬本。

## 去世
2004年4月21日，藤田田因心臟衰竭去世，享年78歲。就在他過世前兩天，麥當勞執行長吉姆·坎塔盧波（Jim Cantalupo）也因心臟病發作而過世。
藤田去世後，日本媒體報導其遺產相關消息，引發企業家們對遺產稅制度的質疑。他生前扣除所得稅後留下的所有個人財產與投資，皆需繳納日本的遺產稅。
根據國稅局的資料，藤田留給家人的遺產總額為4.62億美元。

## 獎項與榮譽
- 《商業週刊》 ：亞洲明星經理人（2001 年）
- 富比士：世界首富（1999 - ）
- 裕仁天皇授予其商業成就藍絲帶獎（1986年）

## 外部連結
- 商业周刊:亚洲经理之星
- 日本传记
- 2004年：世界首富——藤田传及其家族